# طواف أوقيانوسيا للدراجات 2015
طواف أوقيانوسيا للدراجات 2015 (بالإنجليزية: 2015 UCI Oceania Tour)‏  هو سباق دراجات هوائية،  وهو أحد سباقات طواف أوقيانوسيا للدراجات ‏.

## السباقات
| طواف أوقيانوسيا للدراجات  | طواف أوقيانوسيا للدراجات | طواف أوقيانوسيا للدراجات | طواف أوقيانوسيا للدراجات | طواف أوقيانوسيا للدراجات | طواف أوقيانوسيا للدراجات | طواف أوقيانوسيا للدراجات | طواف أوقيانوسيا للدراجات |
| التاريخ                   | #                        | السباق                   | الفائز                   | الثاني                   | الثالث                   |                          |                          |
| ------------------------- | ------------------------ | ------------------------ | ------------------------ | ------------------------ | ------------------------ | ------------------------ | ------------------------ |
| 28 يناير – 01 فبراير 2015 | 1                        | طواف نيوزيلندا الكلاسيكي | Taylor Gunman ‏           | جايسون كريستي            | ديون سميث                |                          |                          |
| 1 فبراير                  | 2                        | سباق كاديل ايفانز        | جياني ميرسمان            | سيمون كلارك              | ناثان هاس                |                          |                          |
| 04 – 08 فبراير 2015       | 3                        | طواف هيرالد صن           | كاميرون ماير             | باتريك بيفن              | جوزيف كوبر               |                          |                          |
| 28 فبراير                 | 4                        | REV Classic ‏             | باتريك بيفن              | James Oram ‏              | Michael Torckler ‏        |                          |                          |

## وصلات خارجية
- الموقع الرسمي